# Taeromys callitrichus
Espèce
Synonymes
- Taeromys jentinki (Laurie & Hill, 1954)
- Taeromys maculipilis (Laurie & Hill, 1954)

Statut de conservation UICN

 DD  : Données insuffisantes
Taeromys callitrichus est une espèce de rongeur de la famille des Muridae.

## Distribution
Cette espèce est endémique de Sulawesi en Indonésie.

## Publication originale
- Jentink, 1879 : On various species of Mus, collected by S. C. I. Van Musschenbroek Esq. in Celebes. Notes of the Royal Zoological Museum of the Netherlands, Leyden, vol. 1, note 2, p. 7-13.